# Mojoluhur
Mojoluhur is een bestuurslaag in het regentschap Pati van de provincie Midden-Java, Indonesië. Mojoluhur telt 1326 inwoners (volkstelling 2010).